# Congo Airways
Congo Airways is sinds 2015 de nationale Congolese luchtvaartmaatschappij met haar hoofdkwartier in Kinshasa. De thuisbasis is de luchthaven N'djili van Kinshasa. Vanuit N'djili wordt gevlogen op vijf andere Congolese bestemmingen waaronder Goma en Lubumbashi. De maatschappij hanteert als slogan "Le plaisir de voyager...".
De vloot van Congo Airways bestond initieel uit twee Airbus A320’s, overgenomen van het Italiaanse Alitalia voor ongeveer 50 miljoen dollar. Het eerste van deze twee toestellen landde met veel belangstelling op 30 juli 2015 op N'djili en werd de Patrice-Eméry Lumumba gedoopt, naar Patrice Lumumba. Het tweede toestel, dat op 25 augustus zou toekomen in Kinshasa, werd naar beslissing van het Iers hooggerechtshof in Dublin in beslag genomen na klacht door Amerikaanse schuldeisers van de Democratische Republiek Congo. Op 23 september kon het vliegtuig na een nieuw vonnis de Ierse luchthaven verlaten. De maatschappij kocht vervolgens ook kleinere Bombardier 8-Q400 toestellen. Voor technische bijstand doet de maatschappij beroep op Air France.
Op 20 oktober 2015 kon de maatschappij starten met regelmatige lijnvluchten. Er is een dagelijkse lijnvlucht tussen Kinshasa en Lubumbashi. Goma wordt zesmaal per week en Kisangani wordt viermaal per week bediend. Kindu wordt driemaal per week bediend. Aanvliegen van Kananga en Mbandaka gebeurt tweemaal per week. Mbuji-Mayi is eenmaal per week een tussenstop op een vlucht zodat zowel een verbinding met Kinshasa als een verbinding met Lubumbashi geboden wordt.
Claude Kirongozi werd als CEO van het bedrijf op 4 mei 2016 opgevolgd door Désiré Balazire Bantu. Voorzitter van de raad van bestuur is Louise Mayuma Kasende, een Congolees volksvertegenwoordiger die eerder ook een adjunct-kabinetschef was van Joseph Kabila, het staatshoofd.

## Vloot
De vloot van Congo Airways bestaat uit:
- 2 Airbus A320-200
- 2 Bombardier Dash8-Q400